# Ouray (Colorado)
Ouray ist eine Kleinstadt im US-Bundesstaat Colorado und Verwaltungssitz des gleichnamigen Countys. Das U.S. Census Bureau hat bei der Volkszählung 2020 eine Einwohnerzahl von 898 ermittelt.
Wichtigster Wirtschaftszweig ist der Tourismus; die meisten Jobs gibt es im Beherbergungs- und Gastronomiebereich. Ouray und seine Umgebung bieten viele Möglichkeiten für Jeeptouren. Sie sind ideal für Wanderer, Kletterer, Mountain-Biker und Fotografen. Sehr beliebt sind auch die heißen Quellen.

## Geographie
Ouray liegt in den San Juan Mountains im malerischen Tal des Uncompahgre River auf ca. 2347 m Höhe und ist auf allen Seiten von hohen Bergen umgeben: Im Osten das Amphitheater (bis zu 3769 m), das kein einzelner Berg ist, sondern eine bogenförmige Klippe, im Süden Mount Abram (3902 m) und Mount Hayden (4025 m) und im Westen Mount Sneffels (4313 m), dessen Name dem Roman Die Reise zum Mittelpunkt der Erde von Jules Verne entliehen ist.
Von Silverton im Süden kommend, erreicht man die Stadt am Uncompahgre River entlang über den Highway 550, auch Million Dollar Highway genannt, der im Red Mountain Pass mit 3355 m seine größte Höhe erreicht. Östlich davon sind Red Mountain No. 1, No. 2 und No. 3 zu sehen, die besonders im Sommer ihrem Namen alle Ehre machen. Der Landschaft, die stark an die Alpen erinnert, verdankt der Ort seinen Beinamen „Little Switzerland“.

## Klima
Ouray hat bei niedriger Luftfeuchtigkeit durchschnittlich 285 Sonnentage im Jahr. Die Temperaturen liegen im Januar zwischen −10 und +3 °C und im Juli zwischen +11 und +26 °C. Es schneit von November bis April.

## Geschichte
Lange vor den europäischen Einwanderern entdeckten die indianischen Ur-Einwohner die Gegend um Ouray. Die Tabeguache-Ute-Indianer lebten in den Sommermonaten in diesem unberührten Tal, jagten das reichlich vorhandene Wild und nutzten die heißen Quellen. Sie verehrten dieses Tal als heiligen Ort. Später ließen sich auch weiße Siedler hier nieder. Es gelang dem Ute-Häuptling Chief Ouray, ein friedliches Zusammenleben zwischen ihnen und seinem Volk zu erreichen.
Als im Jahre 1875 in den umliegenden Bergen zahlreiche Gold- und Silbervorkommen entdeckt wurden, entstand eine Goldgräberstadt, die nach diesem großen Häuptling benannt wurde. Anders als in anderen Goldgräberstädten kamen die Besucher jedoch bald auch wegen der Schönheit und Majestät der umliegenden Berge, wegen der sprühenden Wasserfälle, des angenehmen Klimas und der natürlichen heißen Quellen. Am 2. Oktober 1876 wurde Ouray gegründet. Vier Jahre später gab es in der Umgebung bereits über 30 aktive Minen. Die Stadt nahm einen steilen Aufschwung, da von hier aus die Minen in weitem Umkreis  mit allen erforderlichen Dingen versorgt wurden. Zu dieser Zeit gab es in Ouray rund 30 Saloons und Bordelle, aber nur vier Kirchen. Heute gibt es fünf Kirchen in Ouray. Die Presbyterianische Kirche besteht mittlerweile seit mehr als 125 Jahren.
Im Jahre 1880 lebten mehr als 2600 Einwohner in Ouray. Um Ouray herum gab es viele Erzlagerstätten. Die größte und ergiebigste, die Camp Bird Mine, lag zehn Meilen südlich von Ouray im Ironton-Gebiet. Ouray wurde für mehr als 90 Jahre zum Umschlagplatz und Logistikzentrum der größeren Umgebung. Einen weiteren Aufschwung erlebte die Stadt durch die Anbindung an das Eisenbahnnetz. Der erste planmäßige Zug der Denver & Rio Grande Railway erreichte Ouray am 21. Dezember 1887. Damit stand nun eine günstige und sichere Transportmöglichkeit für den Abtransport des Erzes, das bisher mit Maultierkarawanen über die Pässe gebracht werden musste, zur Verfügung. Die Entwicklung von Autos und Lastwagen führte zum Niedergang der Eisenbahn in diesem Gebiet. Der letzte planmäßige Personenzug verließ Ouray am 14. September 1930. Am 21. März 1953 wurde die Bahnlinie endgültig aufgegeben.

## Sehenswürdigkeiten

### Gebäude
In der immer reicher werdenden Stadt wurden in den 1880er Jahren viele Häuser im viktorianischen Stil erbaut, die auch heute noch erhalten sind, da Ouray, anderes als die meisten Goldgräberstädte, nie einer größeren Brandkatastrophe zum Opfer gefallen ist. Die Stadt Ouray wurde 1983 als National Historic District in das National Register of Historic Places aufgenommen. Ebenso sind folgende historische Gebäude im National Register of Historic Places aufgeführt:
- Ouray County Historical Museum, 420 Sixth Avenue

Das Haus wurde als St. Joseph’s Miners Hospital in den Jahren 1886–1887 aus einheimischem Naturstein gebaut. Es hat 34 Räume auf drei Etagen und ist teilweise unterkellert. Am 27. August 1887 wurde es unter der Schirmherrschaft der Sisters of Mercy eröffnet. Das Hospital wurde nach 77-jährigem Bestehen 1964 geschlossen. Ab 1971 nutzte die neu gegründete Ouray County Historical Society einige Räume für Ausstellungen und kaufte das Gebäude 1976, um ein Museum einzurichten.
- Beaumont Hotel, 505 Main Street

Das Hotel wurde in den Jahren 1886–1887 für rund 75.000 US-Dollar erbaut und mit einer großen Gala am 25. Juli 1887 eröffnet. Zu dieser Zeit war das luxuriös eingerichtete Haus wahrscheinlich das feinste Hotel im Westen Colorados. Seine Fassade ist mit schmiedeeisernen Ornamenten verziert, und es hat ein mit Schiefer gedecktes Mansarddach. Nach seiner originalgetreuen Restaurierung ist das Beaumont Hotel heute wieder eines der schönsten Häuser der Stadt.
- Wright’s Opera House (Wright’s Hall), 472 Main Street

Die Eheleute Edward und Letitia Wright ließen das Opernhaus im Jahre 1888 erbauen. Es war eine Attraktion für Einheimische und Besucher. Die Fassade im griechisch-romanischen Stil ist, wie das Beaumont Hotel, verziert mit filigranen schmiedeeisernen Ornamenten. Heute finden im oberen Geschoss des Hauses Film-, Theater- und Kammermusik-Aufführungen statt, während im Erdgeschoss Geschäfte untergebracht sind.
- Ouray County Courthouse, 541 Fourth Street

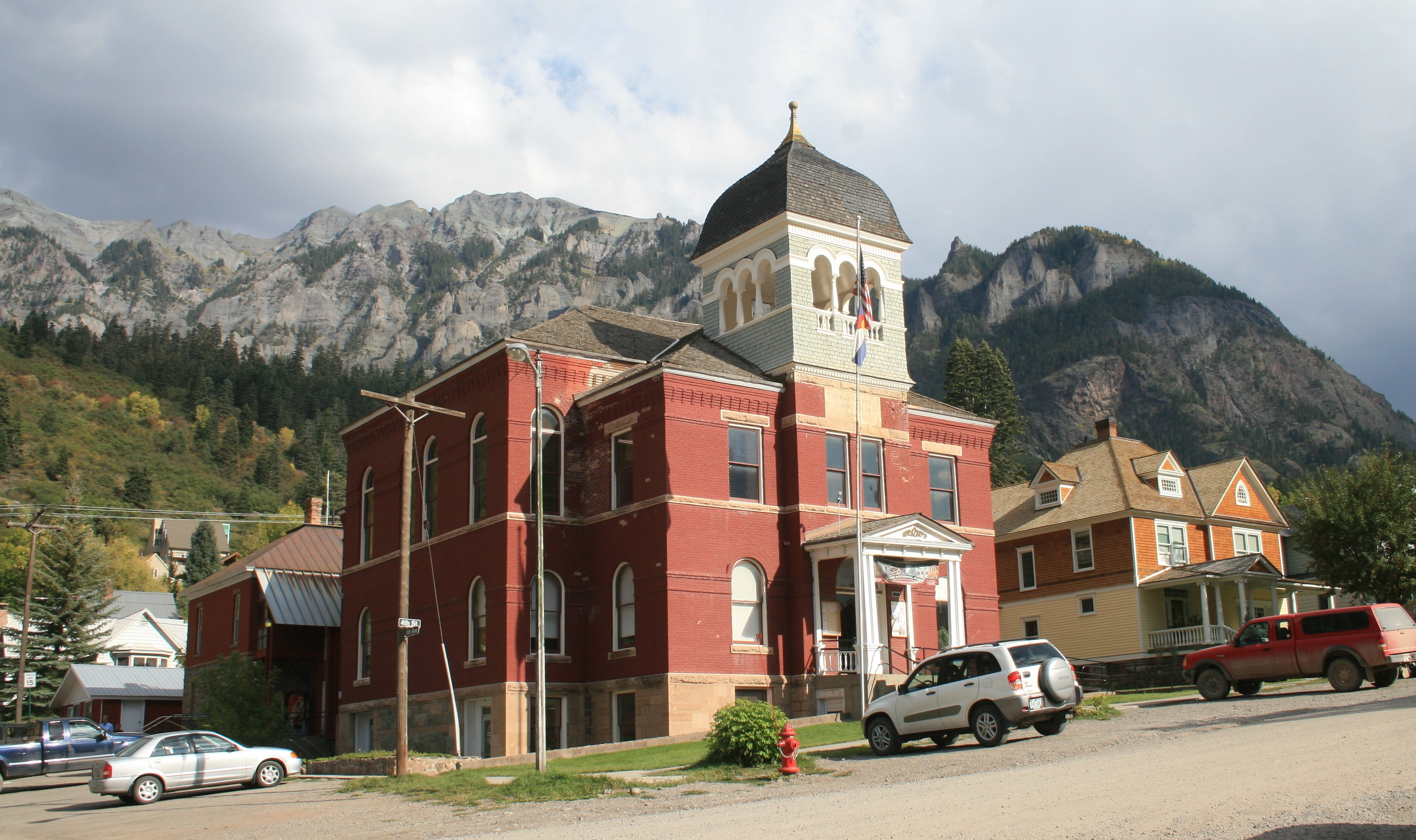
Ouray County Courthouse

Das Gerichtsgebäude wurde im Jahre 1888 aus vor Ort produzierten Ziegelsteinen mit Natursteinverzierungen erbaut. Es ist eine ungewöhnliche Mischung von Architekturstilen. Im 1. Stock befindet sich der ca. 12 m mal 17 m große und 5,5 m hohe Gerichtssaal, der sein Licht durch große Bogenfenster erhält. Bis heute ist ein großer Teil der ursprünglichen Einrichtung erhalten. Auch der Beratungsraum für die Jury und andere Büros sind in diesem Geschoss untergebracht. Die Gerichtsszenen für den Film Der Marshal (True Grit), für den John Wayne seinen einzigen Oscar erhielt, wurden im Herbst 1968 in diesem Gebäude gedreht. 1976 wurde das Gebäude durch einen Anbau an seiner Rückseite erweitert, der zunächst als County-Gefängnis diente und heute zum Büro des County-Sheriffs gehört.
- Western Hotel, 342 Seventh Avenue

1891–1892, in der Blütezeit der Stadt, wurde das Western Hotel in einer Mischung aus viktorianischem und italienischem Stil erbaut. Es sollte eigentlich Monte Alta heißen, wurde aber noch während seiner Bauzeit umbenannt.  Das Gebäude hat drei Stockwerke und einen säulengestützten Balkon in der ersten Etage, der sich über die ganze Länge der Vorderfront erstreckt. Das schneeweiß gestrichene Holzhaus ist auch heute noch ein Hotel mit 14 Zimmern und wirkt sehr authentisch.
- St. Elmo Hotel, 426 Main Street

1897–1898 ließ Catherine Heit das Hotel im Queen Anne Style bauen. Die Hotellobby und die meisten der Zimmer sind auch heute noch in ihrem ursprünglichen Stil eingerichtet. Eine sehenswerte Treppe führt in den 1. Stock. Die Fassade wurde im Jahre 2002 originalgetreu restauriert.

### Natur
Sehenswert sind die Box Canyon Falls, die einer europäischen Klamm ähneln und in den USA in dieser Form sehr selten sind.
Eine besondere Attraktion im Winter ist der Ouray Ice Park, der erste künstliche Eiskletterpark der Welt, der 1995 eröffnet wurde. Der Park im Box Canyon südlich der Stadt besteht aus Dutzenden von gefrorenen Wasserfällen und bietet 175 Kletterrouten mit einer Höhe von 24 bis 61 m an. Das alljährlich stattfindende Ice Festival dauert eine Woche und zieht Eiskletterer aus aller Welt an. Seit dem Bestehen des Ice Park haben viele Hotels auch im Winter geöffnet.

## Bergbau
Ouray hat eine lange Bergbautradition. So steht die ehemalige Gold- und Silbermine Bachelor-Syracuse Mine nördlich von Ouray Besuchern vom 20. Mai bis 15. September zur Besichtigung offen. Des Weiteren fördert die in Vancouver beheimatete Aurcana Corp. heutzutage noch Silber aus der Revenue-Virginius Mine.
Grubengasexplosion 2013
Bei einer Grubengasexplosion am 17. November 2013, die sich gegen 19:20 Uhr in der Revenue-Virginius Mine ereignete, starben zwei Menschen und 20 weitere Kumpel wurden teilweise schwer verletzt. Die Bergarbeiter harrten mehrere Stunden unter Tage aus.

## Persönlichkeiten
- Gordon M. Graham (1918–2008), Generalleutnant der United States Air Force